# Les Amitiés particulières (filme)
Les Amitiés particulières (Brasil: As Amizades Particulares ) é um filme a preto e branco francês do género drama romântico, realizado por Jean Delannoy e escrito por Jean Aurenche e Pierre Bost, com base no romance homónimo do escritor francês Roger Peyrefitte. Foi protagonizado por Didier Haudepin e Francis Lacombrade. Estreou-se em França a 4 de setembro de 1964.
O filme foi uma inspiração para o mangá Thomas no Shinzō de Moto Hagio. Hagio foi persuadida a ver o filme no verão de 1970 e, em novembro de 1971, publicou as primeiras 40 páginas do mangá na Shōjo Comic.

## Sinopse
O filme conta a história de dois garotos, Georges de 14 anos e Alexandre de 12, que desenvolvem uma amizade próxima enquanto frequentam um rigoroso internato católico. Os garotos são atraídos um pelo outro. Um dia, os meninos são pegos juntos por um dos padres. O padre obriga Georges a devolver as cartas de amor de Alexandre, o que na época significava que um relacionamento tinha chegado ao fim. Alexandre pensa que Georges o havia abandonado e comete suicídio jogando-se do trem. 

## Elenco
- Francis Lacombrade como Georges de Sarre
- Didier Haudepin como Alexandre Motier
- François Leccia como Lucien Rouvère
- Louis Seigner como padre Lauzon
- Michel Bouquet como pai de Trennes
- Dominique Maurin como Marc de Blajean
- Gérard Chambre como André Ferron
- Dominique Diamant como Maurice Motier
- Lucien Nat como padre superior
- Colette Régis como freira
- Bernard Musson como professor
- Henri Coutet como empregado do internato

## Reconhecimentos
| Ano  | Prémios                                    | Categorias   | Destinatários e nomeados  | Resultado | Referências |
| ---- | ------------------------------------------ | ------------ | ------------------------- | --------- | ----------- |
| 1964 | Festival Internacional de Cinema de Veneza | Leão de Ouro | Les Amitiés particulières | Indicado  | [ 7 ]       |